# گولییسکا موراویتسا
گولییسکا موراویتسا (به انگلیسی: Golijska Moravica) رودخانه‌ای است که در صربستان جریان دارد.